# Jurmin
Jurmin znany również jako Hiurmine z Blythburgh – anglosaski książę, syn i następca tronu króla Anny z Anglii Wschodniej, z VII wieku, którego królestwo, obejmowało dzisiejsze angielskie hrabstwa Norfolk i Suffolk. Rodzina słynęła z religijności. Jego siostry (Seksburga, Edeltruda, Edelburga, Witburga oraz Setryda) zostały kanonizowane.
Niewiele wiadomo o jego życiu. Według  jednej z wersji poległ na polu bitwy wraz z ojcem. Według innej osiadł w klasztorze, gdzie zasłynął jako spowiednik. 
Był czczony jako święty: jego wspomnienie obchodzone jest 24 lutego. Jego ciało zostało pierwotnie pochowane w Blythburgh Priory. W 1095 jego ciało, wraz z relikwiami św. Edmunda Męczennika, przeniesiono do Bury St Edmunds, gdzie znajdował się wówczas kościół parafialny. W następnych latach Bury St Edmunds stał się ważnym miejscem pielgrzymek. W 1914 roku powstała tam Katedra w Bury St Edmunds.